# Teresópolis
Teresópolis – miasto w południowo-wschodniej Brazylii, w stanie Rio de Janeiro, na Wyżynie Brazylijskiej, na wysokości 871 metrów. Około 184,2 tys. mieszkańców. Położone w odległości 65 km od miasta Nova Friburgo i 95 km od Rio de Janeiro.
W mieście rozwinął się przemysł drzewny.